# Elecciones estatales de Renania del Norte-Westfalia de 2010

Nueva composición del Landtag tras la elección

La elección estatal de Renania del Norte-Westfalia de 2010, fue una elección celebrada el 9 de mayo de 2010, para elegir a los miembros del Parlamento Regional (Landtag) del estado federado alemán de Renania del Norte-Westfalia. El gobierno de turno al momento de la elección era el Ministro-Presidente Jürgen Rüttgers con la coalición CDU-FDP. El mayor partido de la oposición era el Partido Socialdemócrata, liderado por Hannelore Kraft desde 2005.
Como la elección se llevó en el estado más poblado de Alemania, fue vista como una prueba del rendimiento del gobierno federal después de siete meses en el cargo. El gobierno federal, también una coalición CDU-FDP, había sido acusado de ser indeciso ya que los dos socios de la coalición tenían objetivos diferentes. El gobierno federal se arriesgaba a perder su estrecha mayoría en el Bundesrat.

## Temas preelectorales
Algunos factores en la elección fueron el proyecto de rescate del euro en Grecia, así como un escándalo de recaudación de fondos en el partido de gobierno y el debate sobre la política educativa del Estado.

### Encuestas
Se realizaron las siguientes encuestas de opinión durante la campaña:
| Realizador de la encuesta | Fecha      |       |       |       |      | Linke | Otros           |
| ------------------------- | ---------- | ----- | ----- | ----- | ---- | ----- | --------------- |
| Emnid                     | 06.05.2010 | 37%   | 33%   | 12%   | 8%   | 5%    | 5%              |
| Forsa                     | 06.05.2010 | 37%   | 37%   | 10%   | 6%   | 5%    | 5%              |
| GMS                       | 05.05.2010 | 37%   | 33%   | 12%   | 7%   | 6%    | 5%              |
| YouGov                    | 03.05.2010 | 35%   | 35%   | 11%   | 8%   | 7%    | ?               |
| Emnid                     | 02.05.2010 | 38%   | 33%   | 11%   | 8%   | 6%    | 4%              |
| Forschungsgruppe Wahlen   | 30.04.2010 | 35%   | 33,5% | 11%   | 8,5% | 6%    | 6% (3% PIRATEN) |
| Infratest dimap           | 29.04.2010 | 37,5% | 33,0% | 12,0% | 7,5% | 5,5%  | 4,5%            |
| Forsa                     | 28.04.2010 | 39%   | 33%   | 10%   | 7%   | 6%    | 5%              |
| Emnid                     | 24.04.2010 | 38%   | 34%   | 11%   | 8%   | 6%    | 3%              |
| Omniquest                 | 23.04.2010 | 37,5% | 36,8% | 12,8% | 5,1% | 4,8%  | 2,9%            |
| Forsa                     | 21.04.2010 | 38%   | 34%   | 9%    | 8%   | 6%    | 5%              |
| Forsa                     | 14.04.2010 | 39%   | 34%   | 11%   | 6%   | 5%    | 5%              |
| Infratest dimap           | 11.04.2010 | 38%   | 34%   | 12%   | 7%   | 6%    | 3%              |
| GMS                       | 09.04.2010 | 39%   | 32%   | 12%   | 7%   | 6%    | 4%              |
| Emnid                     | 04.04.2010 | 38%   | 32%   | 12%   | 8%   | 7%    | 3%              |
| Emnid                     | 24.03.2010 | 38%   | 32%   | 11%   | 8%   | 7%    | 4%              |
| Forschungsgruppe Wahlen   | 19.03.2010 | 37%   | 33%   | 12%   | 8%   | 6%    | 4%              |
| Emnid                     | 12.03.2010 | 37%   | 33%   | 12%   | 8%   | 7%    | 3%              |
| Infratest dimap           | 04.03.2010 | 35%   | 33%   | 13%   | 10%  | 6%    | 3%              |
| Forsa                     | 03.03.2010 | 38%   | 34%   | 11%   | 6%   | 6%    | 5%              |
| GMS                       | 25.02.2010 | 39%   | 31%   | 12%   | 7%   | 6%    | 5%              |
| Forsa                     | 03.02.2010 | 41%   | 32%   | 11%   | 6%   | 5%    | 5%              |
| Infratest dimap           | 22.01.2010 | 36%   | 32%   | 12%   | 9%   | 6%    | 5%              |
| Forsa                     | 19.01.2010 | 42%   | 31%   | 11%   | 6%   | 5%    | 5%              |
| Infratest dimap           | 22.11.2009 | 36%   | 30%   | 11%   | 10%  | 8%    | 5%              |
| Forsa                     | 18.11.2009 | 41%   | 31%   | 9%    | 9%   | 6%    | 4%              |
| GMS                       | 12.08.2009 | 39%   | 29%   | 9%    | 12%  | 5%    | 6%              |
| Infratest dimap           | 14.06.2009 | 38%   | 27%   | 12%   | 14%  | 6%    | 3%              |
| Forsa                     | 06.05.2009 | 42%   | 30%   | 8%    | 11%  | 5%    | 4%              |

## Resultados
La elección se llevó a cabo bajo la  representación proporcional mixta, con los escaños siendo ocupados por los partidos en proporción a los votos recibidos por cada uno de estos. La CDU ganó 67 escaños directos y el SPD ganó 61 escaños directos. A diferencia de la elección estatal de 2005, el número de escaños elegido fue de 181 (frente a los anteriores 187), el número mínimo de escaños exigidos por la Ley Electoral del Estado.
La participación fue del 59,3%, siendo la segunda más baja en una elección estatal en Renania del Norte-Westfalia (la más baja fue la de la elección de 2000, con un 56,7%.) Los principales partidos tuvieron malos resultados; la CDU logró su peor resultado, mientras que el SPD obtuvo su peor resultado desde 1950. También fue la primera elección desde 1950 en que un partido más cercano a la izquierda política (Die Linke) ganaba escaños.
|       |                      | Erststimmen | Erststimmen    | Erststimmen | Erststimmen | Zweitstimmen | Zweitstimmen | Zweitstimmen |
| Votos | %                    | Candidatos  | Mand. directos | Votos       | %           | Escaños      |              |              |
| ----- | -------------------- | ----------- | -------------- | ----------- | ----------- | ------------ | ------------ | ------------ |
|       | CDU                  | 2.983.788   | 38,54          | 128         | 67          | 2.681.700    | 34,56        | 67           |
|       | SPD                  | 2.980.311   | 38,50          | 128         | 61          | 2.675.818    | 34,48        | 67           |
|       | GRÜNE                | 784.826     | 10,14          | 128         |             | 941.162      | 12,13        | 23           |
|       | FDP                  | 363.895     | 4,70           | 128         |             | 522.229      | 6,73         | 13           |
|       | DIE LINKE            | 415.241     | 5,36           | 128         |             | 435.627      | 5,61         | 11           |
|       | PIRATEN              | 70.610      | 0,91           | 66          |             | 121.046      | 1,56         |              |
|       | pro NRW              | 67.310      | 0,87           | 53          |             | 107.476      | 1,38         |              |
|       | NPD                  | 24.685      | 0,32           | 27          |             | 55.400       | 0,71         |              |
|       | Die Tierschutzpartei | 5.093       | 0,07           | 7           |             | 48.099       | 0,62         |              |
|       | RENTNER              | 7.098       | 0,09           | 10          |             | 38.423       | 0,50         |              |
|       | FAMILIE              | 8.168       | 0,11           | 10          |             | 31.758       | 0,41         |              |
|       | REP                  | 4.876       | 0,06           | 8           |             | 23.330       | 0,30         |              |
|       | BIG                  | 2.832       | 0,04           | 10          |             | 13.863       | 0,18         |              |
|       | PBC                  | 232         | 0,00           | 1           |             | 9.416        | 0,12         |              |
|       | Die PARTEI           | 473         | 0,01           | 2           |             | 9.247        | 0,12         |              |
|       | Volksabstimmung      | 1.487       | 0,02           | 4           |             | 7.787        | 0,10         |              |
|       | ödp                  | 2.770       | 0,04           | 3           |             | 7.505        | 0,10         |              |
|       | FBI/Freie Wähler     | 512         | 0,01           | 1           |             | 6.636        | 0,09         |              |
|       | ZENTRUM              | 2.987       | 0,04           | 6           |             | 5.976        | 0,08         |              |
|       | DIE VIOLETTEN        | 196         | 0,00           | 1           |             | 5.968        | 0,08         |              |
|       | AUF                  | 2.402       | 0,03           | 4           |             | 5.173        | 0,07         |              |
|       | BüSo                 | 7.164       | 0,09           | 34          |             | 3.370        | 0,04         |              |
|       | Freie Union          | 576         | 0,01           | 5           |             | 1.443        | 0,02         |              |
|       | ddp                  | —           |                |             |             | 1.422        | 0,02         |              |
|       | BGD                  | 15          | 0,00           | 1           |             | 672          | 0,01         |              |
|       | Soziale Mitte        | 754         | 0,01           | 4           |             | —            |              |              |
|       | Westfalen            | 473         | 0,01           | 2           |             | —            |              |              |
|       | SG – NRW             | 347         | 0,00           | 2           |             | —            |              |              |
|       | DKP                  | 197         | 0,00           | 2           |             | —            |              |              |
|       | UAP                  | 108         | 0,00           | 1           |             | —            |              |              |
|       | ÖkoLinX              | 100         | 0,00           | 1           |             | —            |              |              |
|       | LD                   | 95          | 0,00           | 1           |             | —            |              |              |
|       | DP                   | 67          | 0,00           | 1           |             | —            |              |              |
|       | Independientes       | 2.267       | 0,03           | 8           |             | —            |              |              |
| Total | Total                | 7.741.955   |                | 915         | 128         | 7.760.546    |              | 181          |

## Post-elección
El resultado de la elección fue un parlamento sin mayoría, con la CDU y el SPD cada uno teniendo 67 de los 181 escaños del Landtag. Esto representó una disminución significativa de la fuerza de la CDU, y su peor resultado en unas elecciones en Renania del Norte-Westfalia -sin embargo, el SPD, en menor medida, también perdió votos y escaños.- Los principales beneficiados de la elección fueron los otros partidos de izquierda, Los Verdes y Die Linke. Este último obtuvo representación por primera vez. En última instancia, después de que se agotaran las diversas opciones de coalición, el SPD y los Verdes formaron una coalición minoritaria que fue confirmada por el Landtag el 14 de julio de 2010, y Kraft reemplazó a Rüttgers como Ministra-Presidenta.
La composición oficial de la coalición de gobierno requirió dos meses para determinarse. Ninguna de las coaliciones tradicionales (SPD-Verdes o CDU-FDP) tenía un número suficiente para tener mayoría, por lo que los resultados más probables de acuerdo con los analistas eran una gran coalición, una coalición entre los partidos de izquierda y centroizquierda, o una coalición entre el SPD, los Verdes y el FDP. El 15 de mayo de 2010, el FDP declinó una oferta del SPD y los Verdes para entrar en negociaciones, diciendo que la oferta "obviamente carecía de seriedad". El 23 de mayo de 2010, las negociaciones entre Die Linke y el grupo SPD-Verdes parecían haber dejado de funcionar. Esto llevó a que el FDP volviera a entrar en negociaciones con el SPD-Verdes (que, si tenían éxito, darían lugar a una coalición), mientras que las grandes negociaciones de coalición con la CDU también continuaron. 
En las semanas siguientes, el SPD y los Verdes negociaron un acuerdo para un gobierno de minoría, y el 14 de julio, el Landtag eligió formalmente a Kraft como Ministra-Presidenta.